# Емблема штату Уттар-Прадеш
Емблема штату Уттар-Прадеш — офіційна печатка уряду індійського штату Уттар-Прадеш. Емблема була спочатку розроблена в 1916 році для тодішніх Об'єднаних провінцій Аґри і Ауди та продовжувала використовуватися після здобуття Індією незалежності в 1947 році.

## Історія
У другій половині XVIII століття автономні князі вступили в конфлікт з англійською Ост-Індською компанією, що поширилася від Калькутта до долини Ганга. Один за іншим повинні були визнати суверенітет компанії. У 1816 році Ауду довелося прийняти британський протекторат. У 1835 році вся територія сучасного Уттар-Прадеш, як «Північно-західні провінції», перейшла під британське правління. У 1856 році останній наваб Авада був скинутий, і його імперія потрапила під пряме британське правління. У 1902 році Північно-західні провінції були перейменовані на «Об'єднані провінції Аґри та Ауда». У 1935 році назву було змінено на «Сполучені провінції», а після здобуття незалежності — на Уттар-Прадеш. З останньою зміною були об'єднані держави-анклави Бенарес, Рампур і Техері Гарвал, а також південні частини Самтара і Чаркарі, князівські держави, що раніше належали Центральним провінціям. Державний герб, ймовірно, датується тим часом коли він був відомий як Об'єднані провінції.
Державний герб штату Уттар-Прадеш зобов'язаний своїм походженням Королівському товариству у Великої Британії, яке затвердило цей символ у 1916 році. «Герб», який прикрашає всі урядові файли, фірмові бланки, транспортні засоби та інше державне канцелярське приладдя UP, у тому числі його публікації, що використовують його як печатку, має підкреслену ідею. Розкриваючи цю досить невідому ідею, яку вперше запропонував містер Бейкер, помічник директора державного архіву UP, доктор Сандх'я Нагар, каже, що поєднання «пари риб і лука-стріли, прикрашеного трьома хвилями, підкреслює „Єдність у різноманітності“». Доктор Нагар сказав, що символіка кожного з цих елементів вказує на їхню присутність у логотипі: пара риб із мусульманськими правителями Оуду, а лук і стріла ідентифікують індуїстського бога Раму, а хвилі позначають місце злиття річок Ганга і Джамни. Запропонований логотип також містив зірку внизу, яку пізніше було видалено. «Символ є яскравим уявленням про географічну, історичну та культурну цілісність штату Уттар-Прадеш», — сказав доктор Нагар.

## Дизайн
Емблема складається з печатки, що зображує злиття річок Гангу і Джамни в Праяградж, пари Матсья, міфічної істоти Аватара з індуїстської міфології, яка представляє державу Ауд (Авад), а також пари лука та стріли, що представляють бога Раму та його місто Айодг'я, стародавню і культурну столицю регіону. Легенда навколо печатки перекладається як «Уряд штату Уттар-Прадеш».

## Урядовий прапор
Уряд штату Уттар-Прадеш може бути представлений прапором із зображенням емблеми штату на білому полі.

Прапор штату Уттар-Прадеш

## Колишні тубільні князівства Уттар-Прадеш

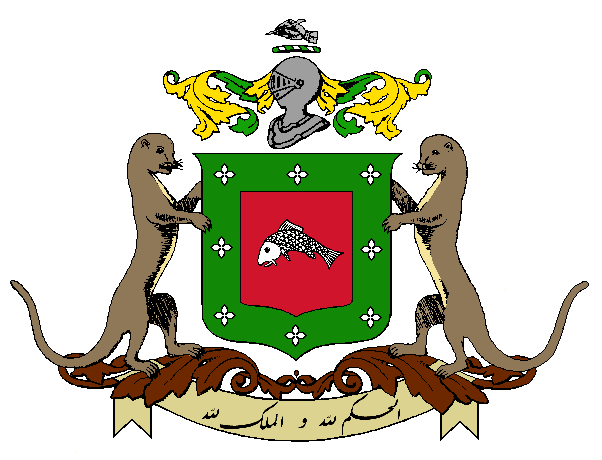
Баоні
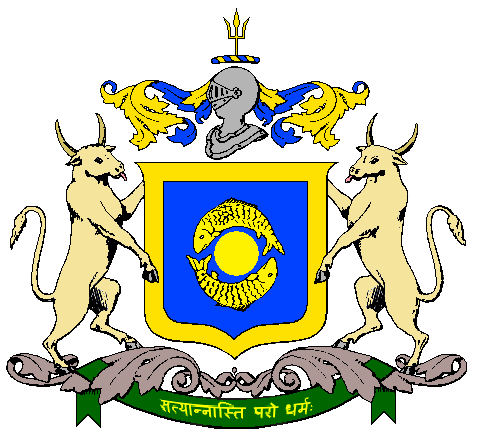
Бенарес
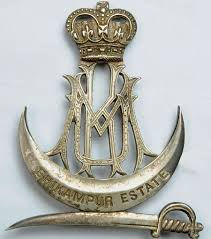
Бхікампур і Датавалі
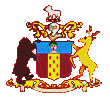
Чаркгарі
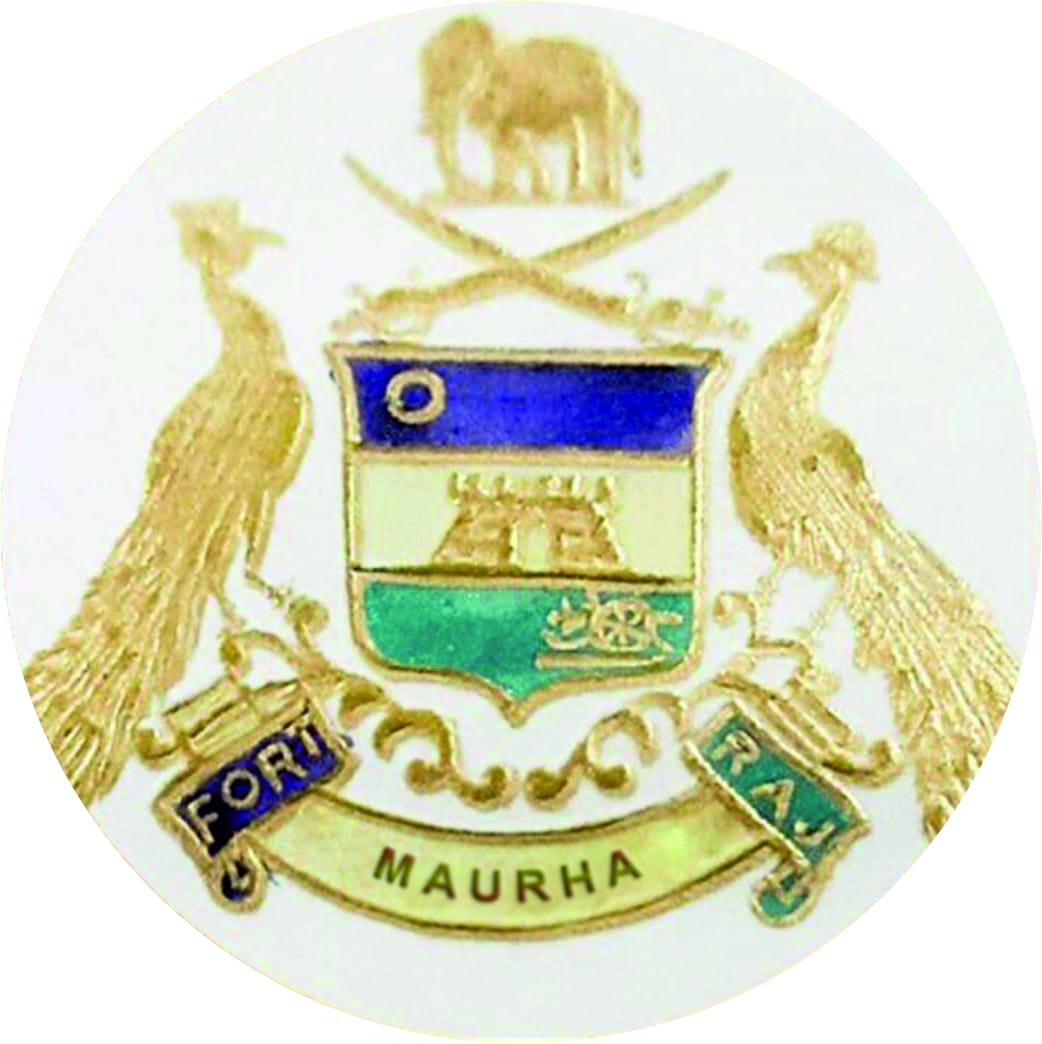
Маурха
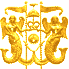
Ауд
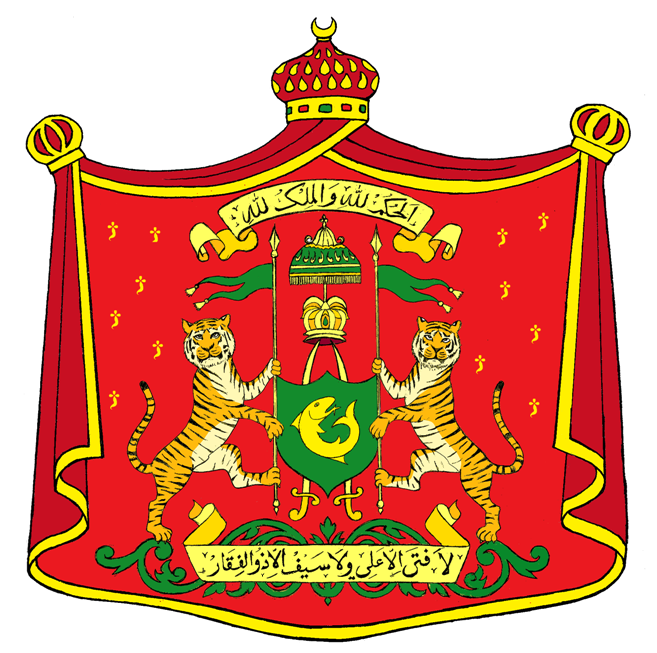
Рампур
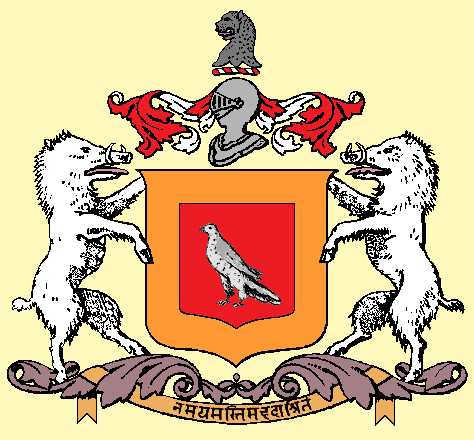
Саїлана
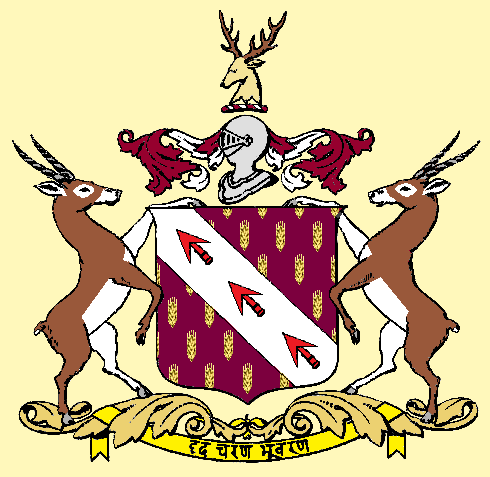
Самтхар